# Yisrael Yeshayahu-Sharabi

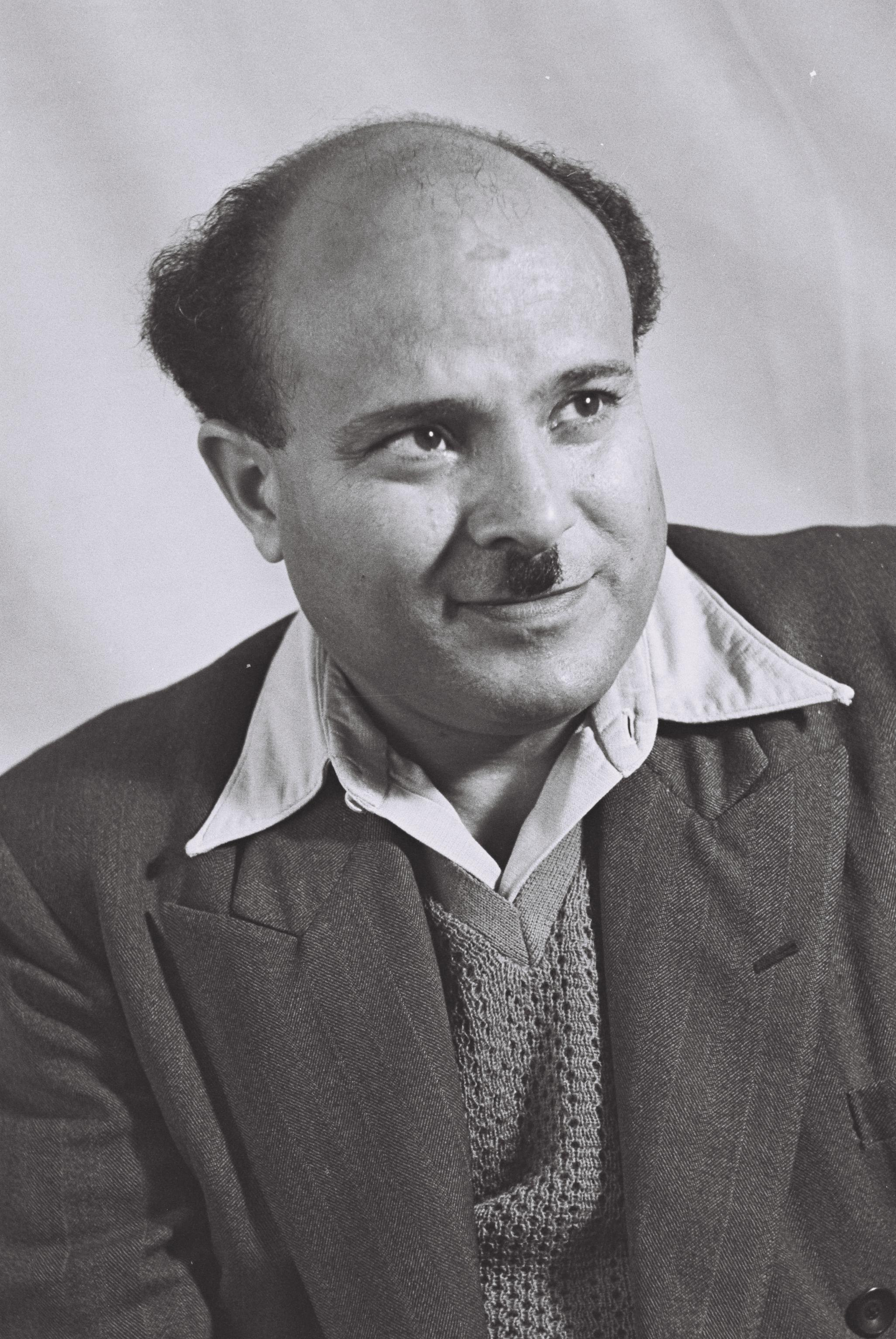
Yisrael Yeshayahu-Sharabi (1951)

Yisrael Yeshayahu-Sharabi (hebräisch ישראל ישעיהו שרעבי; geboren am 20. April 1908 in Sa'da, Jemen; gestorben am 20. Juni 1979 in Jerusalem) war ein israelischer Politiker, der zeitweise Postminister und mehrere Jahre Präsident der Knesset war.

## Leben
Yeshayahu erhielt zunächst im Cheder eine religiöse Schulbildung und erwarb seine weiteren Kenntnisse in Wirtschaft, Literatur und Soziologie durch den Besuch von Kursen. Im Königreich Jemen war er aktives Mitglied der antilurianischen Dor-Daim-Bewegung.
Nach seiner Einwanderung in das britisch verwaltete Mandatsgebiet Palästina 1929 trat er der Histadrut, dem Dachverband der israelischen Gewerkschaften, bei und war dort zwischen 1934 und 1948 Chef der Abteilung für jemenitische Juden und orientalische Einwanderer. 1944 wählten die Stimmberechtigten des Jischuv Yeshayahu-Sharabi in die vierte jüdische Repräsentantenversammlung (ʿAssefat haNivcharim) der Mandatszeit. 
Nach der Gründung des Staates Israel war Yeshayahu, der auch Mitglied des Arbeiterrates von Tel Aviv war, in den Jahren 1948 bis 1952 verantwortlich für die Einwanderung von Juden aus dem Jemen. Er reiste 1949 nach Aden, um die Operation Magic Carpet zu organisieren. Neben seiner Tätigkeit als stellvertretender Sekretär der Regierung und Beauftragter für die Kommunikation zwischen Regierung und Knesset in den Jahren 1948 bis 1949 war er auch Delegierter der Zionistenkongresse.
Am 12. Februar 1951 wurde er erstmals Mitglied der Knesset und gehörte dieser als Vertreter der Mapai und später der Awoda mehr als ein Vierteljahrhundert bis zum 13. Juni 1977 an. Während seiner langjährigen Parlamentszugehörigkeit war er Mitglied mehrerer Ausschüsse.
Nachdem er seit August 1955 stellvertretender Präsident der Knesset war, wurde er am 2. Januar 1967 Postminister in der Regierung von Ministerpräsident Levi Eschkol und bekleidete dieses Amt auch in der nachfolgenden Regierung von Ministerpräsidentin Golda Meir bis zum 15. Dezember 1969.
Nach einer Tätigkeit als Generalsekretär der Awoda von 1971 bis 1972 wurde er am 5. April 1972 als Nachfolger von Reuven Barkat Sprecher der Knesset (Speaker of the Knesset) und behielt diese Funktion bis zu seinem Ausscheiden aus dem Parlament 1977 bei. Zeitweise war er von 1972 bis 1974 auch Vorsitzender des Hauptausschusses sowie des Sonderausschusses zum Gesetz über den Ombudsmann.